# The Professionals
Pour les articles homonymes, voir Les Professionnels.
The Professionals est un groupe britannique de rock de la fin des années 1970.

## Historique
Après le split des Sex Pistols et la mort de Sid Vicious, Steve Jones et Paul Cook jouent avec Johnny Thunders puis forment "Shampistols" avec Jimmy Pursey et Dave Treganna (ex-Sham 69) avant que le ce groupe ne splite très vite. Cook et Jones formeront le groupe fictif "the looters" avec Paul Simonon (the Clash) et l'acteur Ray Winstone pour le film "Ladies and gentlemen, the fabulous stains). Ils enregistreront ainsi une première version de (Join) the professionals, qui deviendra en juin 1981 le troisième single du groupe. 
Cook et Jones finissent par former "the professionals" avec le bassiste Andy Allen qui jouait déjà sur "Silly thing" et "Lonely boy" des Pistols. Un premier single Just another dream sortira en juillet 1980  . Le deuxième single "One two three" sorti en octobre 1980 entre directement à la 47ème place des charts quand  Allen est exclu du groupe, et remplacé  par Paul Myers (ex-subway sect), le groupe se voyant par ailleurs  augmenté d'un deuxième guitariste Ray McVeigh (ex-roadie de Thin Lizzy). Andy Allen bloque la sortie de l'album prévu pour novembre 1980. Une version de cet album, par un repiquage de vinyle verra le jour début des années 90 sous le titres "The Professionals" mais Virgin le ré-éditera en 1995 dans une version "dépoussiérée"). Le groupe ne fera que de rares apparitions en Angleterre se concentrant sur les USA . 
La carrière du groupe est pénalisée par un grave accident de voiture début novembre 1981, lors la première tournée Américaine lorsque sortent l'album I didn't see it coming et le quatrième single The magnificent. Paul Cook, Paul Myers et Ray Mc Veigh sont gravement blessés, ce qui empêche le groupe de promouvoir correctement le single et l'album. Le groupe refait une tournée aux USA au printemps 1982 mais doit se séparer une fois celle ci achevée, car Steve Jones doit rester à New-York en raison de sérieux problèmes de santé

### Après le groupe
Paul Cook jouera ensuite avec Chiefs of relief, Vic Godard, Edwyn Collins, The Fallen Leaves et Man Raze. Il fait toujours partie des Sex Pistols.
Paul Myers jouera avec the Fallen Leaves et rejouera un peu avec Vic Godard and the subway sect. Ray McVeigh jouera avec Zich, Wild crash 500 et Glen Matlock and the Philistines. Steve Jones jouera avec, entre autres, Chequered Past, Iggy Pop, Fantasy 7 et Neurotic Outsiders. Il fait toujours partie des Pistols. Il a aussi été animateur radio (jonesy's juke box). Andy Allen joue dans Hankdogs.

### Revival
Pour la sortie de la compilation The complete Professionals, le groupe original se reforme le 18 octobre 2015 avec néanmoins Tom Spencer, en remplacement de Steve Jones. Consécutivement, après un concert avec les Rich Kids le 16 mai 2016, le groupe organise via la plateforme de financement participatif PledgeMusic l'enregistrement du nouvel album. What in the World sort le 27 octobre 2017, avec néanmoins la participation de Steve Jones, mais sans Ray McVeigh. Cette sortie est suivie d'un concert à The Garage le lendemain.

## Membres du groupe
Actuels
- Paul Cook  : batterie
- Paul Myers : Basse (nov.1980 - 1982 ; depuis 2015)
- Tom Spencer : guitar, chant (depuis 2015)

Anciens membres
- Steve Jones : chant et guitare (jusqu'en 1982)
- Andy Allen : basse (1979 -1980)
- Ray McVeigh : Guitare (nov.1980 - 1982; 2015-2016)

## Discographie
- 1980 - The professionals,
- 1981 - I Didn't See it Coming
- 2017 - What in the world (Automaton Records)